# Museum der Arbeit

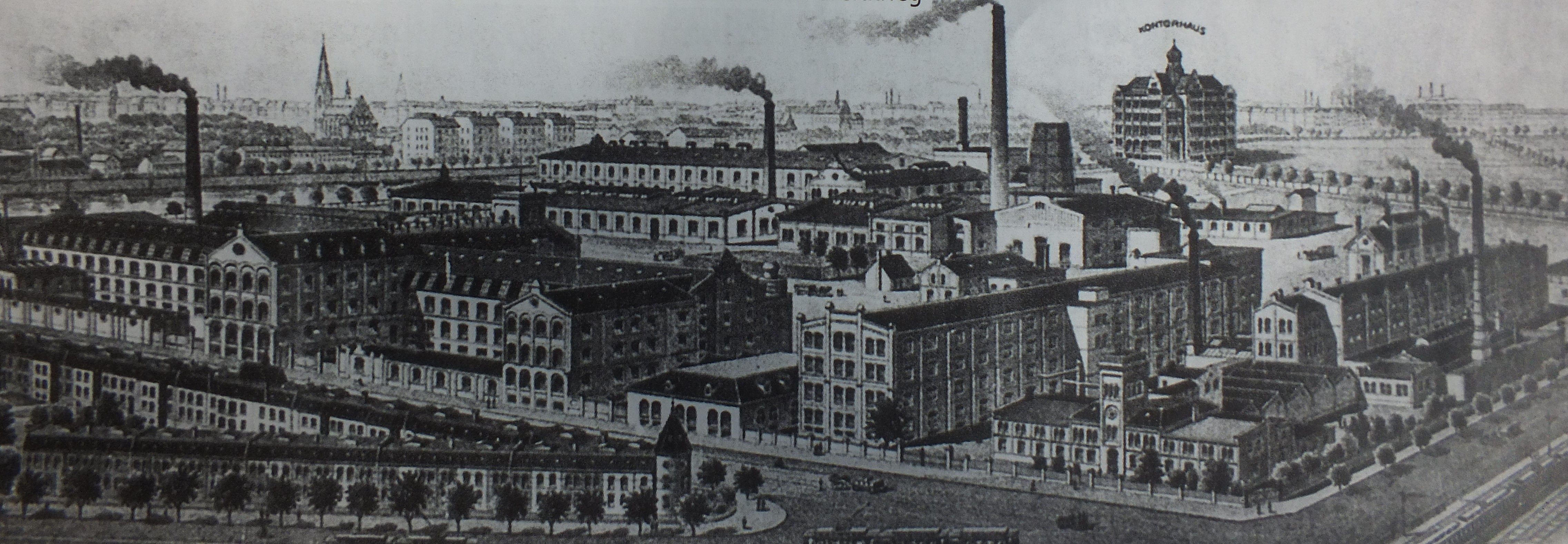
Fabrikgelände der New-York Hamburger Gummi-Waaren-Fabrik vor 1914

Das Museum der Arbeit in Hamburg-Barmbek hat die Wandlung des Lebens und der Arbeit in den letzten 150 Jahren zu seinem Hauptthema gemacht. In den Ausstellungen werden Themen wie die Auswirkungen der Industrialisierung und die dadurch ausgelösten Veränderungen in sozialen, kulturellen und ökonomischen Bereichen vorgestellt. Das Museum ist ein Ankerpunkt der Europäischen Route der Industriekultur (ERIH).

## Geschichte
Pläne für ein solches Museum existierten bereits seit Ende der 1970er Jahre und ein entsprechender Museumsverein wurde 1980 gegründet. Leerstehende Fabrikgebäude waren Anlass die Geschichte der Industrialisierung und ihrer Lebens- und Arbeitsbedingungen zu dokumentieren. Der Gründerverein trägt heute den Namen Freunde des Museums der Arbeit e. V. und ist ein Museums-Förderverein mit 1300 Mitgliedern (2018). Er unterstützt das Museum durch Geldmittel und viel ehrenamtliche Mitarbeit in der Druckwerkstatt und im Museumsladen und ist Herausgeber der Zeitschrift „mitarbeit“ und des „Infobrief“s. Einmal im Jahr wird seit 1991 eine Museumsreise organisiert. 1982 konnte das Gelände der 1871 gebauten ehemaligen Fabrik der New-York Hamburger Gummi-Waaren Compagnie (NYH) in Barmbek angemietet werden. Mit provisorischen Ausstellungen und wachsenden Museumswerkstätten wurde im Laufe von zehn Jahren ein Konzept entwickelt. Die Gründer wollten eine andere Geschichte erzählen – nicht die der Herrschenden, der „oberen Schichten“, sondern eine Geschichte der Mehrheit der Bevölkerung, eine Geschichte „von unten – für unten“. Gegen das Projekt gab es viel Widerstand und der Kultursenator Ingo von Münch konnte seinen Gründungsbeschluss nur mit hauchdünner Mehrheit im Hamburger Senat durchsetzen. Der Umbau begann jedoch erst 1992. Die Bürgerschaft hatte für die Gebäudesanierung im Frühjahr 1992 13,4 Mill. DM und 4,4 Mill. DM für die Ausstellung bewilligt. Mit dem Kesselhaus (hier wurde früher der Dampf für den Maschinenantrieb produziert) wurde 1994 das erste Gebäude des Museums der Arbeit eingeweiht. Weitere Umgestaltungen folgten, so dass die Dauerausstellung im Haupthaus am 5. Januar 1997 eröffnet werden konnte.
Das Areal, auf dem heute das Museum der Arbeit steht, hat eine bewegte Geschichte hinter sich. Das einstige Industrie-Ensemble ist nicht nur ein Denkmal für Barmbeks Identität als Arbeiterviertel. Es öffnet auch eine andere Perspektive auf die oft einseitig als Handelsmetropole wahrgenommene Hansestadt. Die NYH begann 1873 mit der Produktion von Hartgummi, dessen Rohstoff aus europäischen Kolonien stammte. Aus dem zu Hartgummi verarbeiteten Naturkautschuk wurden in großen Mengen technische Produkte und vor allem Haarkämme industriell hergestellt.
Auf dem Museumshof steht ein Menck-Bagger, der für Vorführungen betriebsbereit ist und eine Straßenwalze. Der Universal-Seilbagger wurde 1937 von der Maschinenfabrik Menck & Hambrock gebaut, die von 1868 bis 1974 in Hamburg-Ottensen ansässig war. Die Straßenwalze MW 21 „Emil“, 1964 von der Firma Henschel Werke AG in Kassel hergestellt, wiegt 10 Tonnen und hat 40 PS. „Emil“ ist betriebsfähig eingerichtet. Die Walze verfügt über ein dreistufiges Hydraulikgetriebe und eine hydraulisch unterstützte Lenkung. Direkt am Ufer des Osterbekkanals befindet sich ein 1915 von den Werkstätten der HHLA gebauter und sanierter Rolldrehkran.
Die Bibliothek im Museum hat Bücher und Zeitschriften zur Alltags- und Sozialgeschichte im 19. und 20. Jahrhundert, Geschichte der Arbeit und der Arbeiter Hamburg, Technik und Wirtschaft sowie Geschlechtergeschichte. Im Bestand sind 30.0000 Bände. Seit Gründung des Museum sind Mitarbeiter der Elbe-Werkstätten in verschiedenen Funktionen tätig.
Der Hamburger Fotograf und Bildreporter Gerd Mingram (Germin) hat sein Archiv von 80.000 Bildern aus der Sozialgeschichte, davon viele aus der Arbeitswelt, dem Museum der Arbeit übergeben.
Am 1. Januar 2008 wurde das Museum in die Trägerschaft der Stiftung Historische Museen Hamburg überführt.

## Direktoren des Museums
- Gernot Krankenhagen (1997–2004)
- Lisa Kosok (2004–2008)
- Kirsten Baumann (2009–2013)
- Rita Müller seit dem 1. Januar 2014[12]

## Ausstellungen

### Ständige Ausstellung
Neben einer Sammlung zur Firmengeschichte der New-York Hamburger Gummi-Waaren Compagnie werden unter dem Titel „Alltag im Industriezeitalter“ anhand von Gegenständen und Dokumenten Alltagsveränderungen dargestellt. Mit einer Originalaufstellung der ehemaligen Metallwarenfabrik Carl Wild, die emaillierte Anstecknadeln, Medaillen und Abzeichen hergestellt hat, wird exemplarisch ein Arbeitsort in einem Kleinbetrieb vorgestellt. Eine weitere Abteilung stellt die Entwicklung typischer hanseatischer Kontore aus der Zeit des Überseehandels am Beispiel Kautschuk und Kakao im 19. Jahrhundert bis in die 1950er Jahre mit sich verändernden Büromaschinen aus.
Der Ausstellungsbereich „ABC der Arbeit – Vielfalt Leben Innovationen“ vermittelt anhand von Arbeitsprodukten, Kleidung, Werkzeugen, Maschinen, mündlichen und schriftlichen Erinnerungen und Fotografien unterschiedlichste Aspekte der Geschichte der Arbeit in Hamburg seit der Industrialisierung.
Der Ausstellungsbereich zeigt mit einer Vielzahl an Exponaten und Arbeitsbiografien aus dem Sammlungsbestand des Hauses Facetten handwerklicher und industrieller Arbeit, des Dienstleistungsgewerbes, des Handels und der sozialen Berufe. Die Ausstellung bilanziert technische Innovationen und soziale Konflikte und reflektiert zugleich die Sammlungsstrategien des Museums mit Einblicken in die Inventardatenbank.
Die Ausstellungsbesucher haben in einem „Sitzforum“ die Möglichkeit, sich mit Telefonhörern etwa 20 Lebensgeschichten von Arbeitern, Angestellten etc. aus verschiedenen Berufen und Branchen anzuhören und dabei Ausstellungsstücke aus diesem Leben zu betrachten; u. a.: Kesselschmied, Schlossermeisterin, Zimmermann, Hochschullehrerin, Erzieher, U-Bahnfahrerin, Paketzusteller, Friseurmeisterin, Elektro-Schlosser, Ingenieurin, Universalschleifer, Damenschneiderin, Betriebsrat, Berufsschullehrerin, Konditormeister, Hausfrau, Textilkaufmann, Drogistin, Gärtner und Herrenschneider.
Einen wesentlichen Teil der Ausstellung nimmt die Druckwerkstatt ein. Neben den ausgestellten historischen Pressen, Maschinen und Rotationen zur Dokumentation der technischen Entwicklung im Graphischen Gewerbe, werden auch einige funktionstüchtige Maschinen betrieben, an denen die Besucher vom Handsatz bis zum Maschinensatz, über die Schnellpresse bis hin zur Heidelberger Zylindermaschine selbst aktiv werden kann. Ein historischer Rückblick thematisiert die grundlegenden Umwälzungen im Graphischen Gewerbe und deren Folgen für die Beschäftigten.
Im Hof des Museums wurde am 4. April 2000 das Schneiderad der Schildvortriebsmaschine (380 Tonnen schwer, 14,2 m Durchmesser) TRUDE (Tief Runter Unter Die Elbe) von der Firma Herrenknecht aufgestellt, die für den Bau des neuen Elbtunnels eingesetzt wurde.

### Das Torhaus

Das sanierte Torhaus mit dem Cafe

Das Torhaus von 1910 war der Eingang zum einstigen Werksgelände. Das Gebäude wurde Im Krieg stark beschädigt. Das ehemalige Walmdach fehlte und wurde durch ein provisorisches Flachdach ersetzt. Im April 2025 konnte die Sanierung und inhaltliche Modernisierung des Torhauses mit Mitteln des Bundes abgeschlossen werden. Im Erdgeschoss wurden die Zukunftswerkstatt sowie eine die Torhauskantine, eine Gastronomie unabhängig von den Öffnungszeiten eingerichtet. Im Obergeschoss befinden sich die Kompetenz-Werkstätten sowie der Gruppenraum. Das bisherige Bildungs- und Vermittlungsprogramm des Museums kann mit innovativen und partizipativen Angeboten ausgebaut werden. Ein wichtiges Anliegen ist es, mit den Angeboten die Kreativität zu fordern. Mit der Eröffnung des Torhauses ist die denkmalgerechte Sanierung des Barmbeker Fabrikensembles abgeschlossen. Es ist gleichzeitig der erste Schritt einer inhaltlichen Modernisierung des Museums der Arbeit.

### Sonderausstellungen
(auszugsweise)
- 2006/07: Gib Gummi! Kautschukindustrie und Hamburg
- In den Jahren 2010 bis 2011 war im Museum die Ausstellung Werbewelten Made in Hamburg – 100 Jahre Reemtsma zu sehen.[15]
- Anlässlich des einhundertsten Bestehens des Alten Elbtunnels in Hamburg zeigte das Museum in der Ausstellung Tunnel. Hamburg und seine Unterwelt, die Bedeutung und die Entwicklung der Tunnelbauten der Stadt
- 2013/2014: Fotoausstellung Wanderarbeiter
- 5. November 2015 bis 3. April 2016: Zwangsarbeit. Die Deutschen, die Zwangsarbeiter und der Krieg
- 6. September 2017 bis 4. März 2018: Das Kapital von Karl Marx, der Druck des 1. Bandes in Hamburg vor 150 Jahren
- 30. September bis 18. Juli 2021: Grenzenlos – Kolonialismus, Industrie und Widerstand
- 2021/22: Konflikte. Die Ausstellung
- 26. Oktober 2022 bis 7. Mai 2023: Wie alles Begann. Von Galaxien, Quarks und Kollisionen
- 31. Juli 2024 bis 1. September 2024: III. Biennale Angewandter Kunst der ADK und GEDOK

## Ursula-Schneider-Preis
Der Verein der Freunde des Museums der Arbeit vergibt seit 2020 den „Ursula-Schneider-Preis“ für studentische Abschlussarbeiten, die sich mit der Geschichte, Gegenwart und Zukunft der Arbeitswelten befassen. Ursula Schneider (1943–2019) war Gründungsmitglied des Vereins der Freunde des Museums der Arbeit und langjährige Kuratorin am Museum der Arbeit. Eine Fachjury prämiert je zwei Bachelor- und Masterarbeiten mit Preisen zwischen 500 und 2000 Euro.

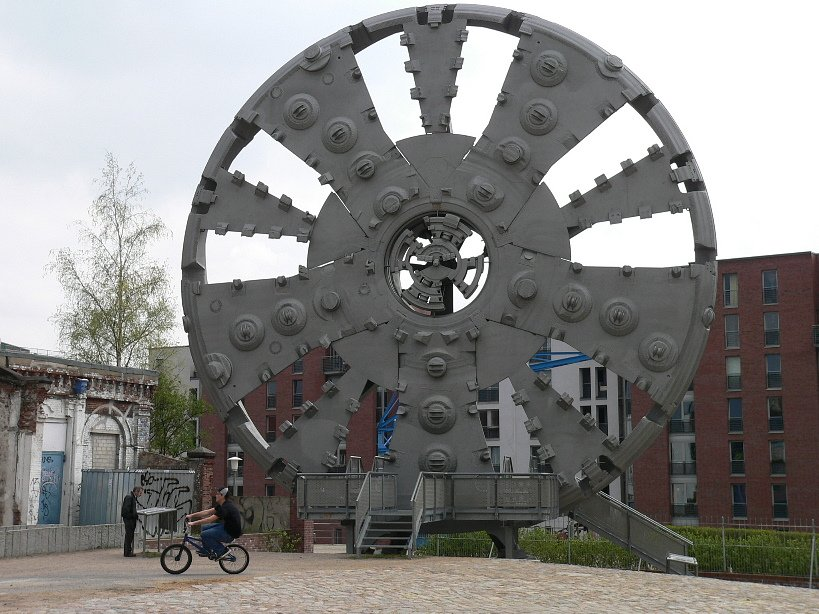
Schneiderad TRUDE
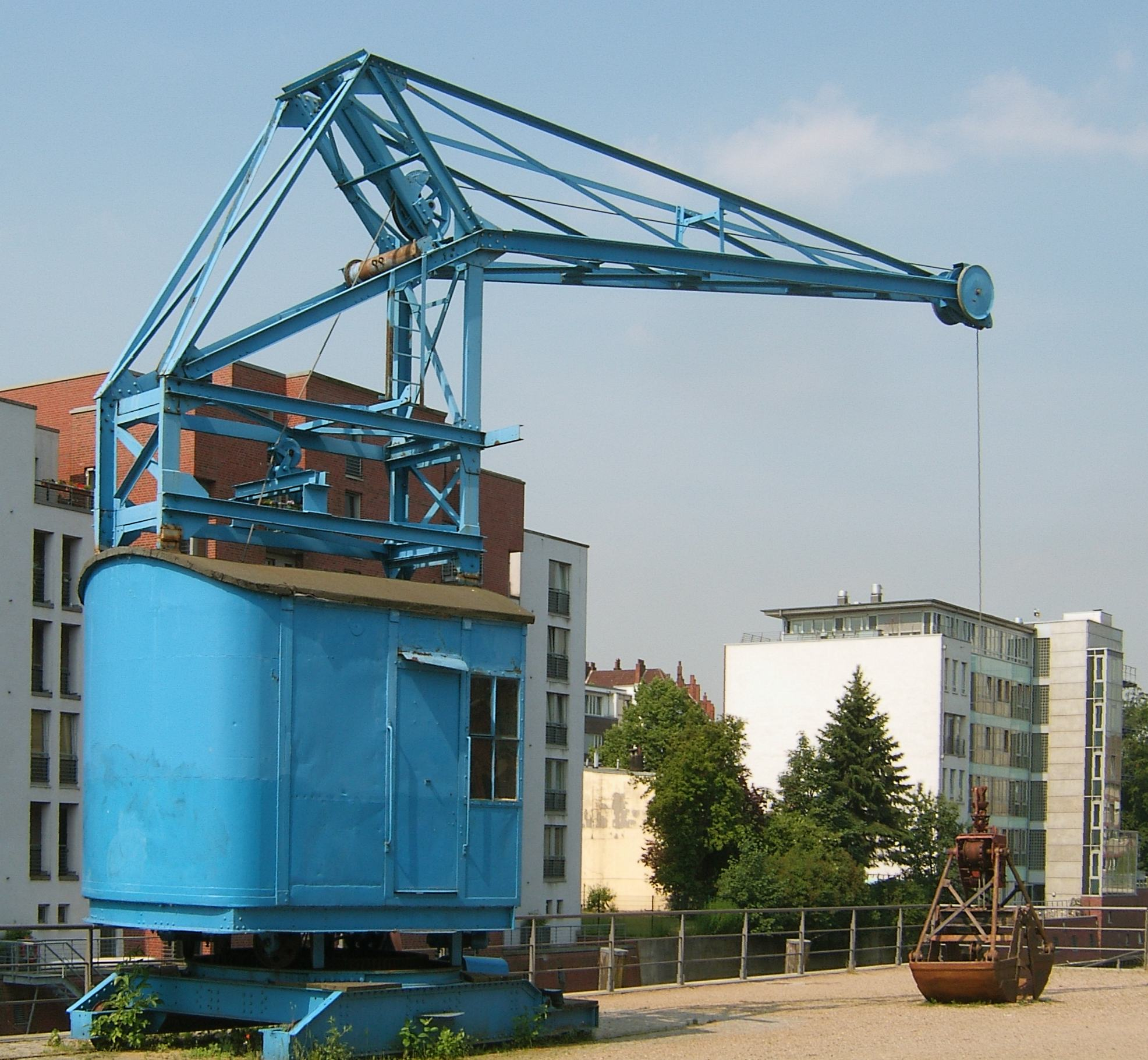
Rolldrehkran von 1915 aus dem Hafen
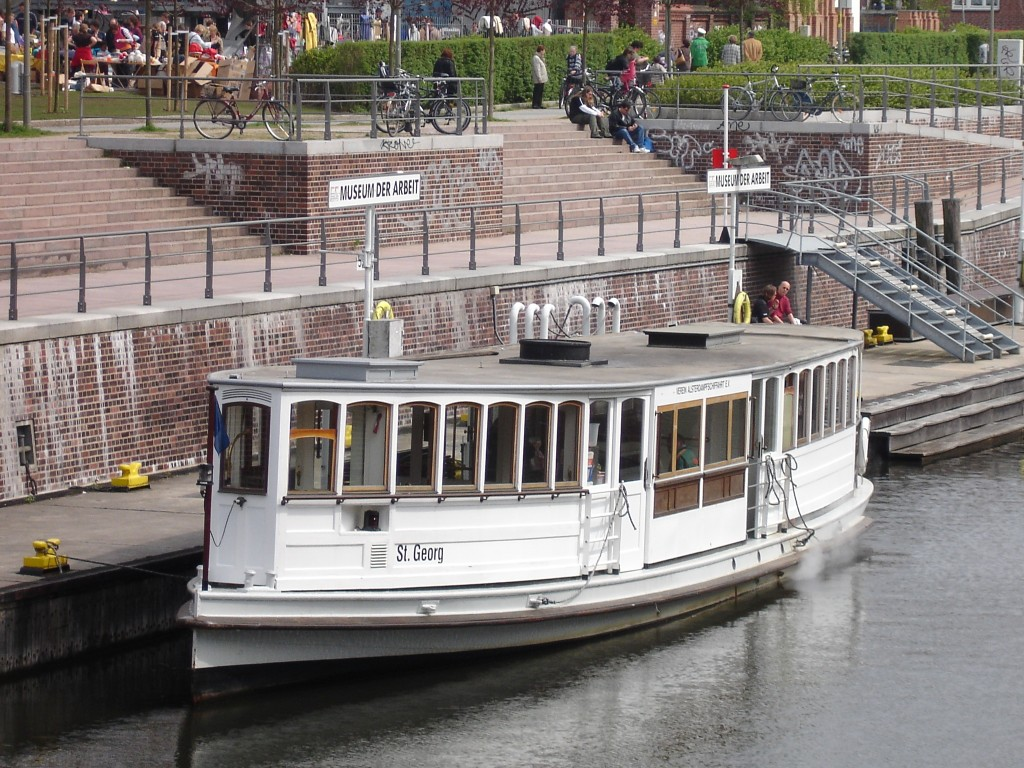
Anleger am Osterbekkanal
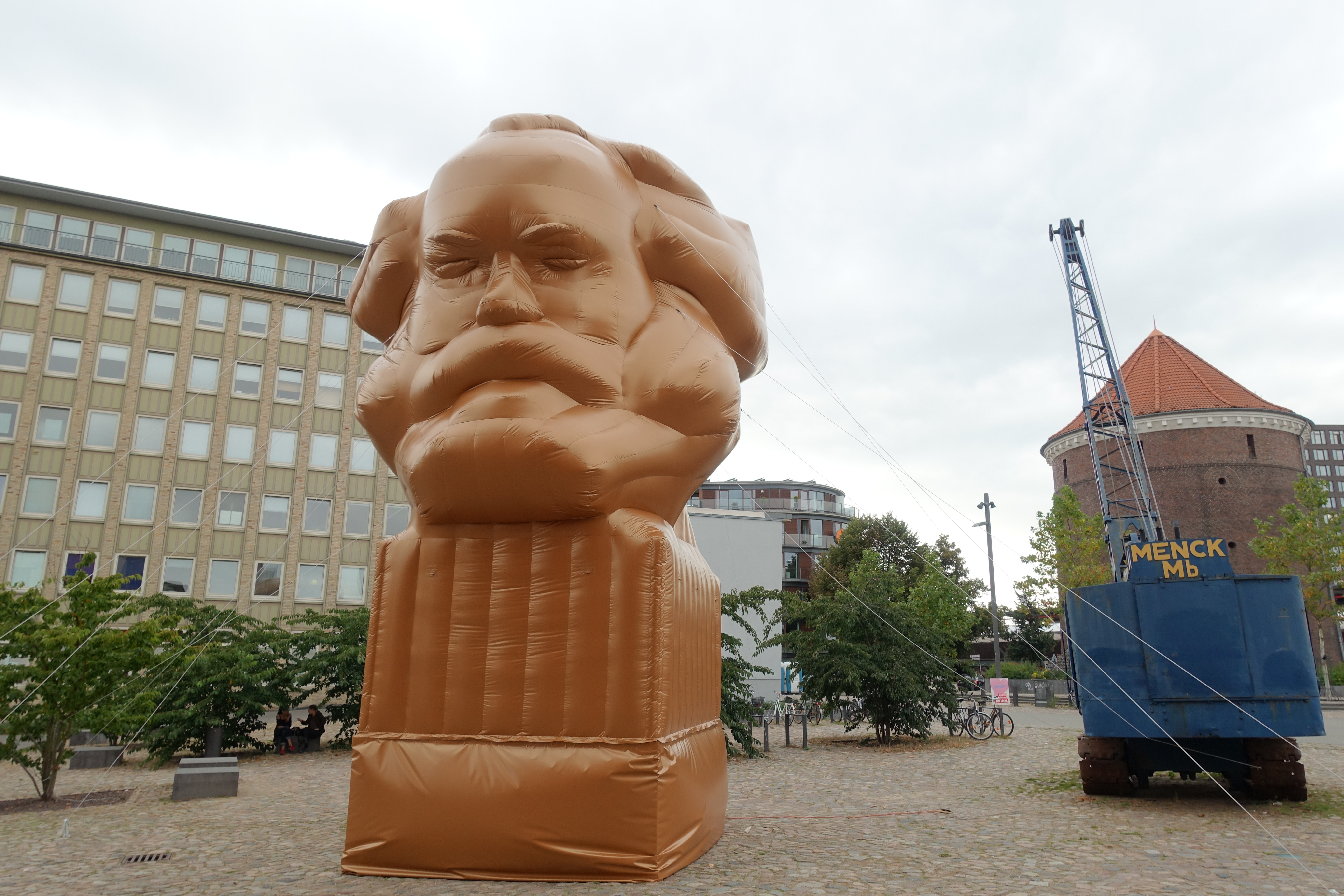
Kopie aus Plastikstoff des Karl-Marx-Monumentes aus Chemnitz vor dem Museum der Arbeit in Hamburg zur „Kapital“-Ausstellung
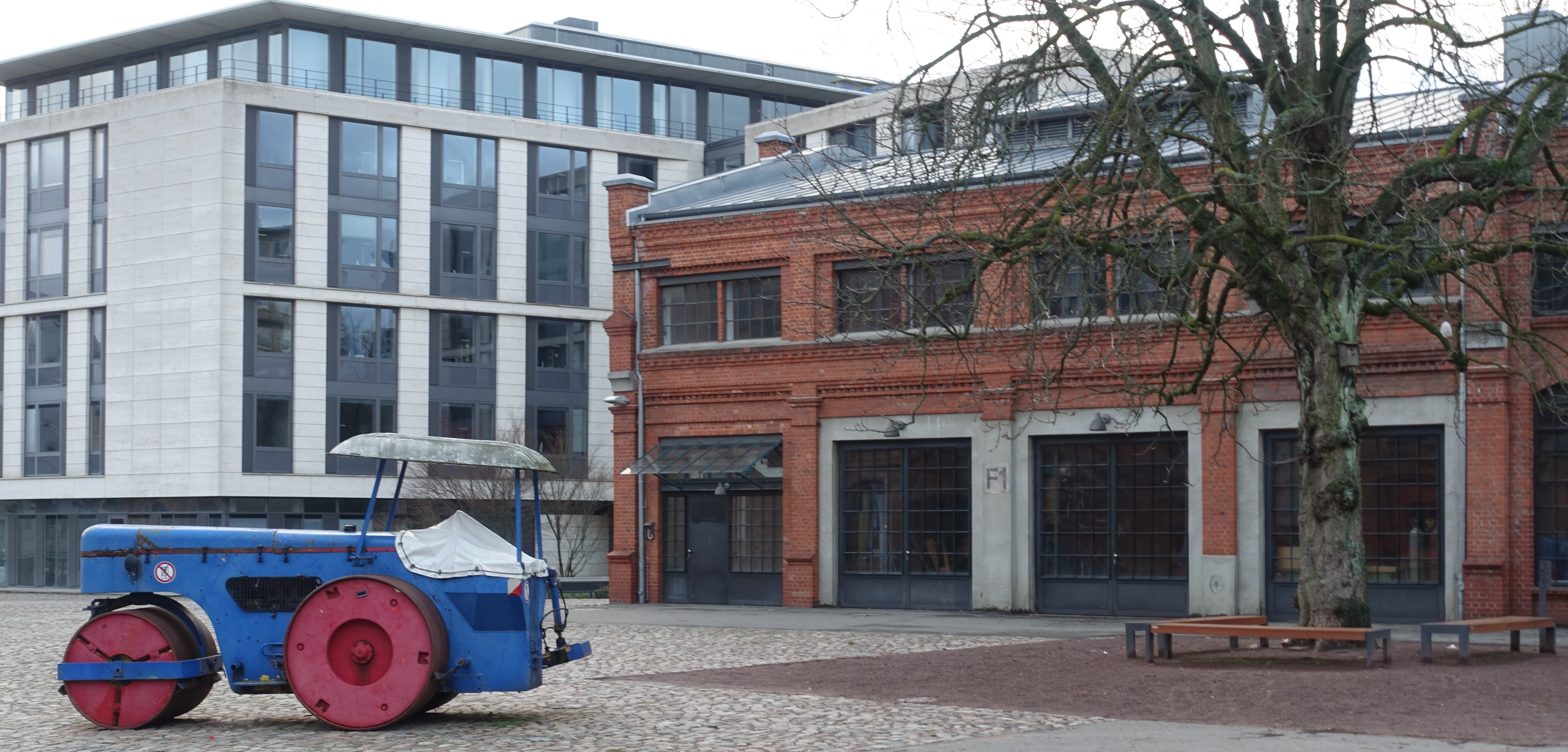
Museumshof mit Kesselhaus
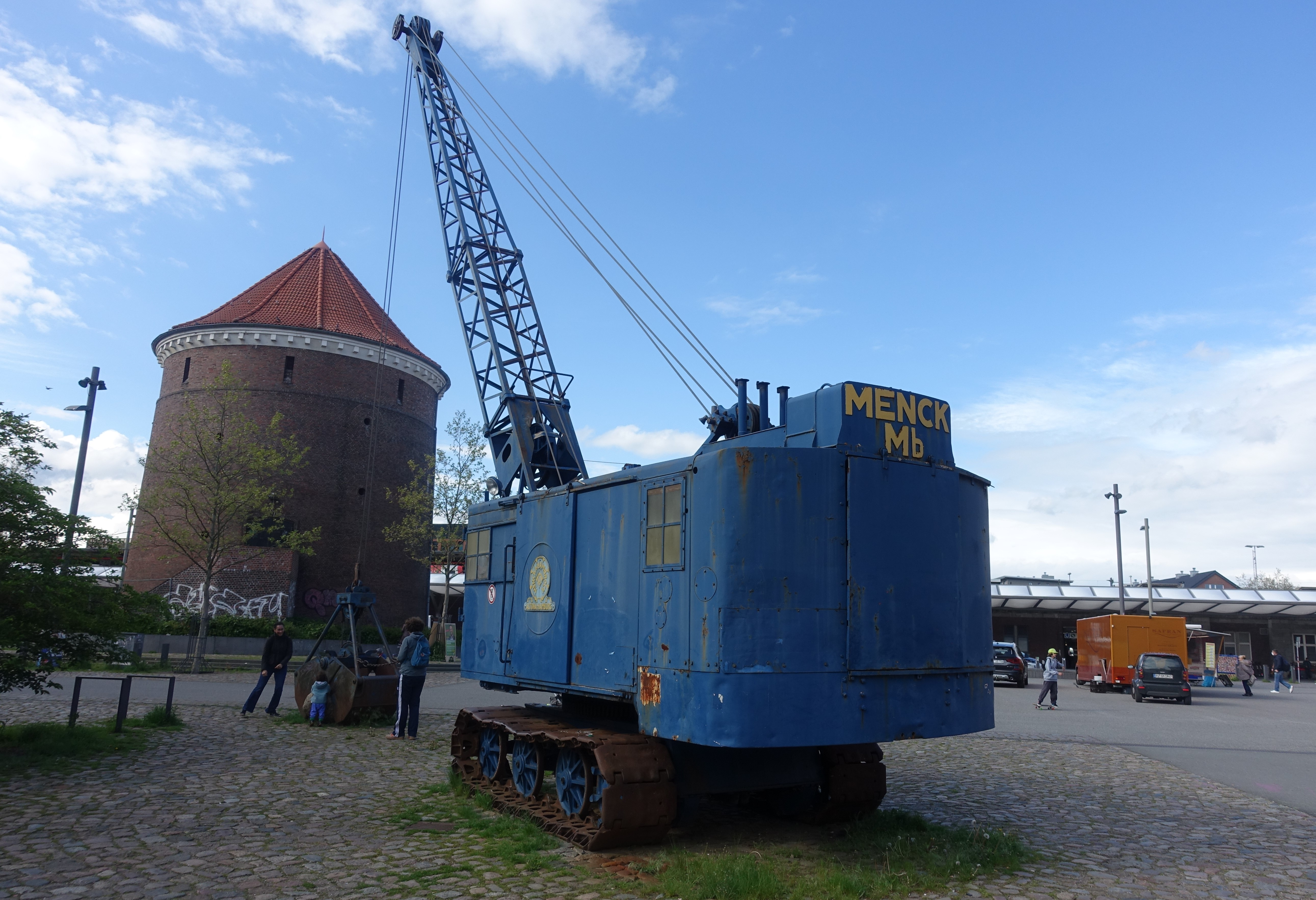
Bagger von Menck & Hambrock, wurde 1937 gebaut
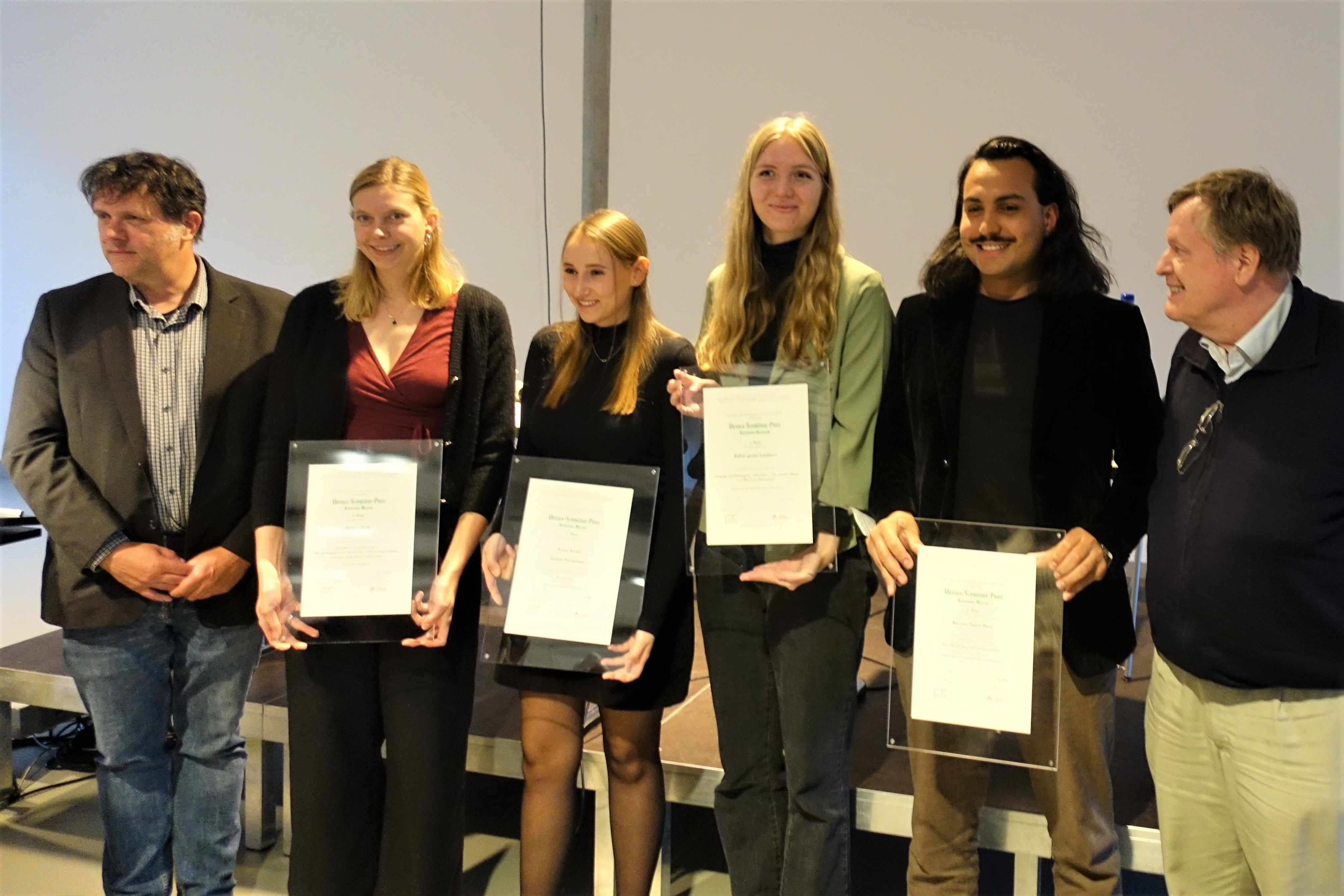
Verleihung des Ursula-Schneider-Preises 2022
Druckwerkstatt Vorführung der Arbeit an der Linotype-Setzmaschine (2023)
Ausstellung ABC der Arbeit – Vielfalt Leben Innovationen

## Außenstelle Hafenmuseum

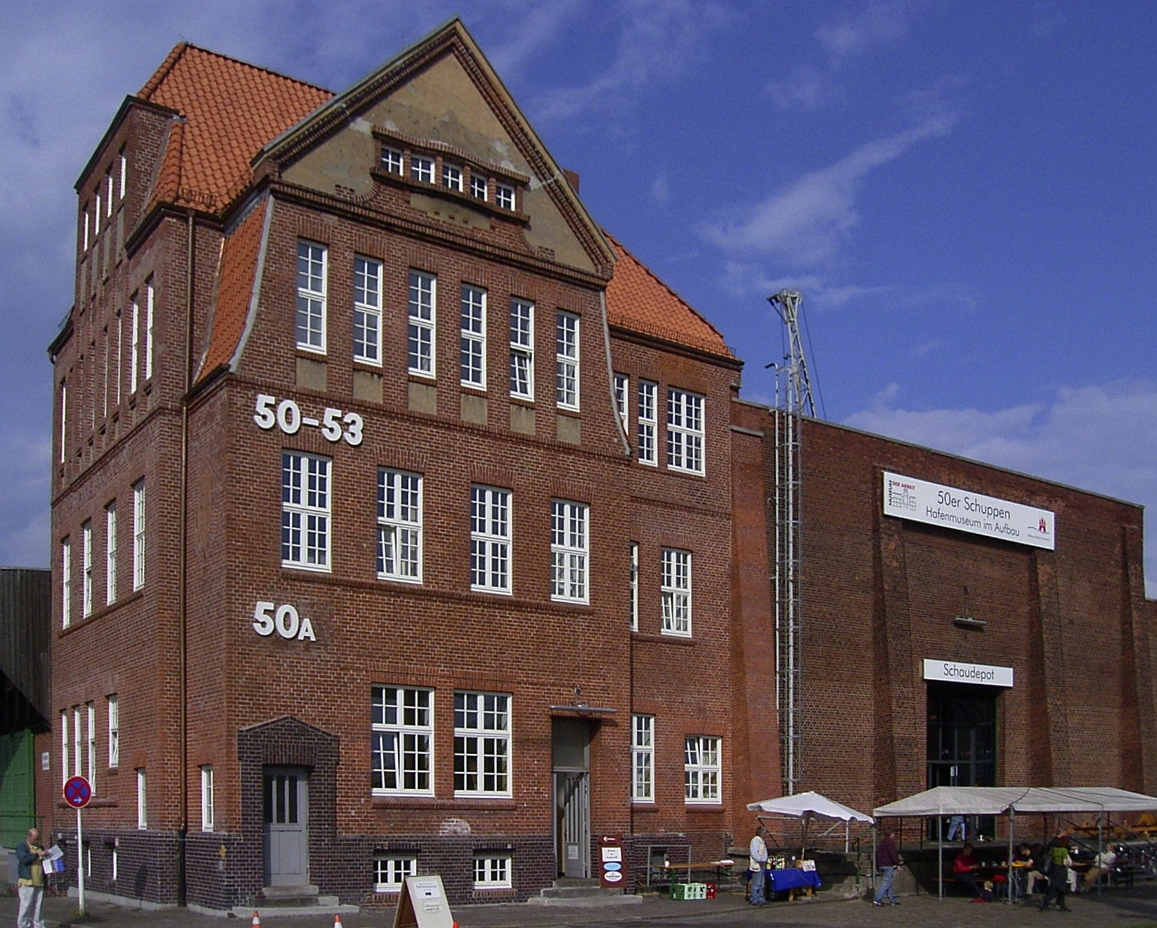
Ehemalige Außenstelle des Museums der Arbeit im Schuppen 50

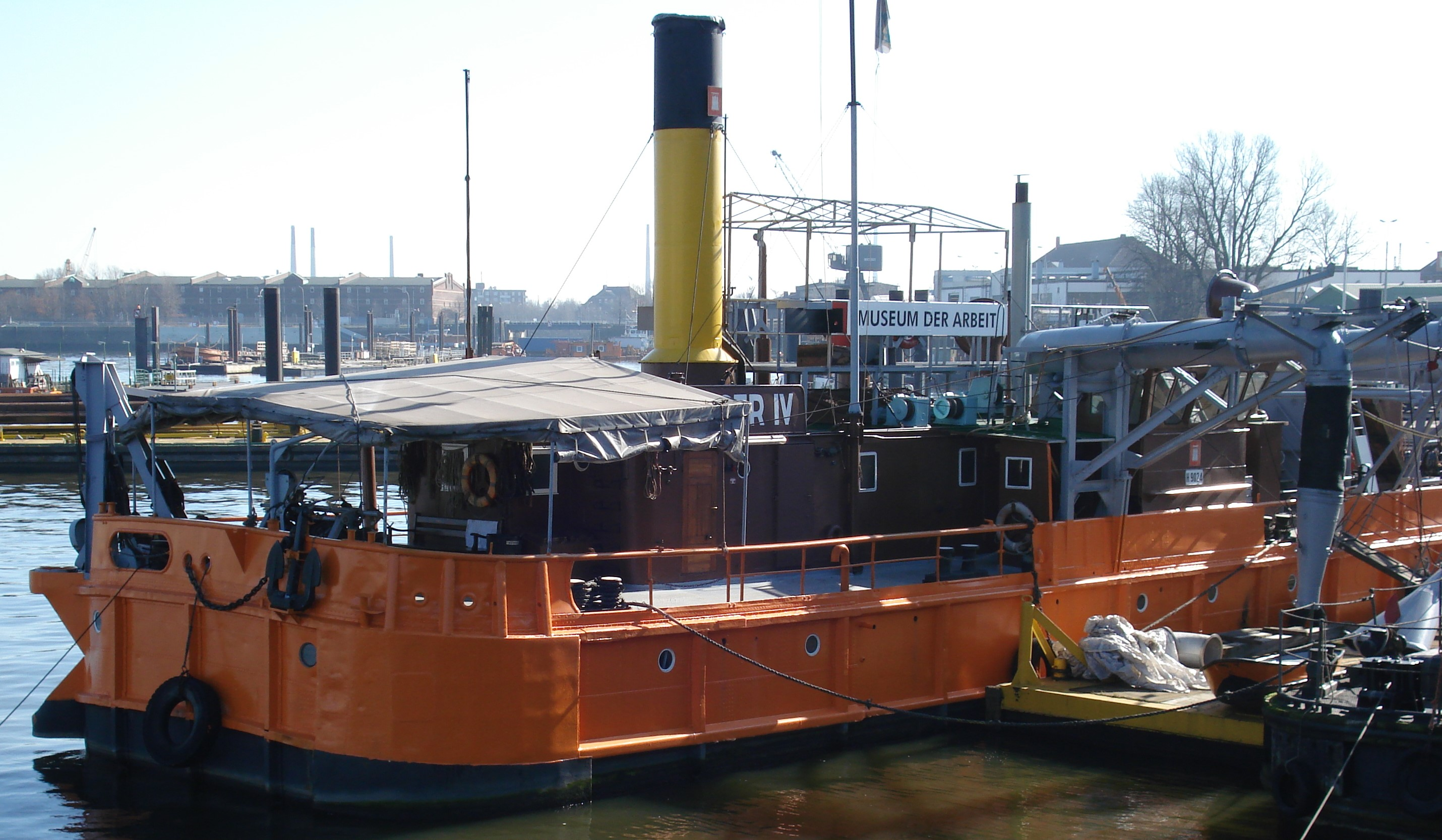
Dampfschutensauger „Sauger IV“ am Schuppen 50

Das 2002 als Außenstelle des Museums der Arbeit gegründete Hafenmuseum rund um den Kaischuppen 50A am Bremer Kai auf dem Kleinen Grasbrook ist seit 2022 offiziell Teil des Deutschen Hafenmuseums im Aufbau. Es vermittelt im Hansahafen die Entwicklung des Hamburger Hafens mit Zugängen auch zum aktuellen Hafengeschehen. Rund um den historischen Kaischuppen 50A wird an diesem authentischen Ort, dem letzten erhaltenen Kaizungen-Ensemble, der Wandel vom Stückgut- zum Containerumschlag begreifbar. Fachleute aus dem Hafen – vom Ewerführer bis zum Tallymann – führen funktionstüchtig erhaltene Anlagen und Geräte im Betrieb vor. Sie demonstrieren Abläufe des Umschlags, erläutern Funktionsweisen und geben Auskunft über das Arbeitsleben im Hafen.
Im Außenbereich sind ebenfalls betriebsfähige historische Kaikräne und aus den Anfängen des Containerumschlags Van-Carrier der 1970er Jahre zu besichtigen. Über eine Pontonanlage gelangen die Besucher zu den schwimmenden Großobjekten, darunter der Schwimmdampfkran Saatsee (1917–1920 von der Schiffs- und Maschinenbau AG Mannheim gefertigt), der Schutendampfsauger Sauger IV (1909 von der Lübecker Maschinenbau Gesellschaft gebaut) und die „Hamburger Kastenschute“ von 1913.
Als erlebnisreicher Lernort bietet das Hafenmuseum auch Programme für Schulklassen und regelmäßige „Hafenerkundungen für Kinder“. Geführte Extratouren zu Schwerpunktthemen eröffnen auch von der Wasserseite her fachkundige Zugänge zum Hafenwandel, zu den Beziehungen von Stadt und Hafen oder auch zu den Warenwelten aus Übersee.

## Außenstelle Speicherstadtmuseum
Eine weitere Außenstelle bildet das Speicherstadtmuseum, das die Bau- und Nutzungsgeschichte der historischen Speicherstadt dokumentiert. Das Speicherstadtmuseum ist aus der Ausstellung Speicherstadt – Baudenkmal und Arbeitsort seit 100 Jahren hervorgegangen, die das Museum der Arbeit 1988 anlässlich des hundertjährigen Jubiläums der Speicherstadt auf zwei Lagerböden der Quartiersmannsfirma Eichholtz & Cons. am St. Annenufer 2 gezeigt hat. 1995 wurde diese Ausstellung am selben Ort als privat betriebene Außenstelle des Museums der Arbeit neu eröffnet und seitdem kontinuierlich erweitert und aktualisiert. Vor einigen Jahren ist das Museum zum Sandtorkai 36 umgezogen.
Im Zentrum der Dauerausstellung stehen die typischen Lagergüter und die Tätigkeiten der Quartiersleute, wie sich die Lagerhalter im Hamburger Hafen noch heute traditionsbewusst nennen, die Waren für Dritte – Handelshäuser oder verarbeitende Unternehmen – lagern. Anhand originaler Arbeitsgeräte und historischer Fotos, die die einzelnen Arbeitsschritte veranschaulichen, wird dargestellt, wie früher auf den Lagerböden hochwertige Importgüter wie Kaffee, Tee, Kakao, Kautschuk oder Tabak gestapelt, gewogen, bemustert und sortiert wurden. Ein weiterer zentraler Themenkomplex ist die Baugeschichte der Speicherstadt. Außerdem stellt das Museum die Geschichte des Hamburger Kaffeehandels dar.
Im Speicherstadtmuseum finden regelmäßig öffentliche Sonderveranstaltungen wie Teeverkostungen oder Krimilesungen sowie öffentliche Rundgänge durch die Speicherstadt statt, die auch eine Führung durch die Dauerausstellung umfassen. In den Schulferien werden außerdem „Entdeckertouren“ angeboten, die sich gezielt an Kinder von 6 bis 12 Jahren in Begleitung Erwachsener richten.

## Veranstaltungen
Neben Führungen werden am Museum vielfältige Veranstaltungen organisiert. In Kursen und Workshops können die Besucher Ausstellungsstücke (z. B. eine Druckmaschine) selber benutzen und Dinge damit produzieren. Zu diesem Zweck wurden Ausstellungsstücke nachgebaut oder mehrfach gesammelt.
Von April bis Oktober findet monatlich ein Kulturflohmarkt auf dem Museumshof statt.

## Veröffentlichungen
- Planungskommission Museum der Arbeit: Gutachten - Museum der Arbeit - Inhaltliche Planung und Errichtung, Kulturbehörde Hamburg 1986.
- Museum der Arbeit – Katalog, Christians Verlag, Hamburg 1997.
- 2006/07 zur Sonderausstellung: Jürgen Ellermeyer: Gib Gummi! – Kautschukindustrie und Hamburg, Hamburg 2006, ISBN 978-3-86108-876-9.
- 2010: zur Ausstellung: Werbewelten Made in Hamburg – 100 Jahre Reemtsma, ISBN 978-3-88506-469-5.
- 2013: zur Dauerausstellung: ABC der Arbeit – Vielfalt Leben Innovationen – Von Kupferschmieden und Kaufleuten, Blaumännern und Schürzen, Lohntüten und Streikkassen... Christina Bargholz Museum der Arbeit (Hrsg.), ISBN 978-3-86218-027-1.
- 2015: Ausstellungskatalog, Konferenzschrift und Bildband: Stefan Rahner (Hrsg.): Fofftein: Leben und Arbeiten in Hamburg 1930-2014 : Germin, Thomas Henning, Adam Pańczuk, Junius-Verlag, Hamburg 2015, ISBN 978-3-88506-056-7.
- 2017: Zeitschrift mitarbeit 20 Jahre Museum der Arbeit Herausgeber: Freunde des Museums, Hamburg Juni 2017, Nr. 23/2017, ISSN 1865-0406.
- 2017/18 zur Sonderausstellung: Rita Müller, Mario Bäumer: Das Kapital von Karl Marx. Hamburg 2017, ISBN 978-3-947178-02-5.